# Kulturell mosaik
"Kulturell mosaik" (franska: "la mosaïque culturelle canadienne") är en term som används för att beskriva samexistensen av en mångfald av etniska grupper, språk och kulturer i det kanadensiska samhället. Tanken bakom begreppet kulturell mosaik är att det ska bistå ett mångkulturellt ideal, i kontrast till andra system såsom den "smältdegel" som ofta används för att beskriva grannlandet USA:s ideal som grundas på kulturell assimilation snarare än mångkultur.